# Ribeirão Vermelho
Ribeirão Vermelho é um município brasileiro do estado de Minas Gerais. Localizado na Região Geográfica Imediata de Lavras, na Região Geográfica Intermediária de Varginha.

## História
É um dos menores municípios do Estado, com apenas 39 km² de território. A sede tem boa estrutura urbana, a região é montanhosa e o Rio Grande é sua principal bacia hidrográfica. O crescimento, tanto populacional quanto econômico, está ligado à implantação da ferrovia na região, pois a Estrada de Ferro Oeste de Minas ali construiu pontes, facilitou e incrementou o comércio e propiciou oportunidades de emprego. A areia é seu principal produto mineral, e a agricultura tem por base o café e o milho. O Centro Literário apóia as iniciativas culturais. O povoado nasceu em 1886, na margem oposta à foz do ribeirão Vermelho com o rio Grande, em terras de Ana Custódia do Nascimento. Ali aportou o negociante Antônio Lúcio, que ajudou a inaugurar o povoado com a denominação de Porto Alegre. Em 1888, com a construção da estação de ferro Ribeirão Vermelho, o povoado passa a ser conhecido pelo nome atual. Em 1901, cria-se o distrito, elevado à categoria de município em 1948, desmembrando-se de Lavras. Fonte: Secretaria da Cultura em 1 de outubro de 1999

## Turismo
O município possui um acervo ferroviário muito grande que encontra-se em restauração, talvez um dos maiores do país. É junto à estação de Ribeirão Vermelho que se encontra a maior rotunda da América Latina.

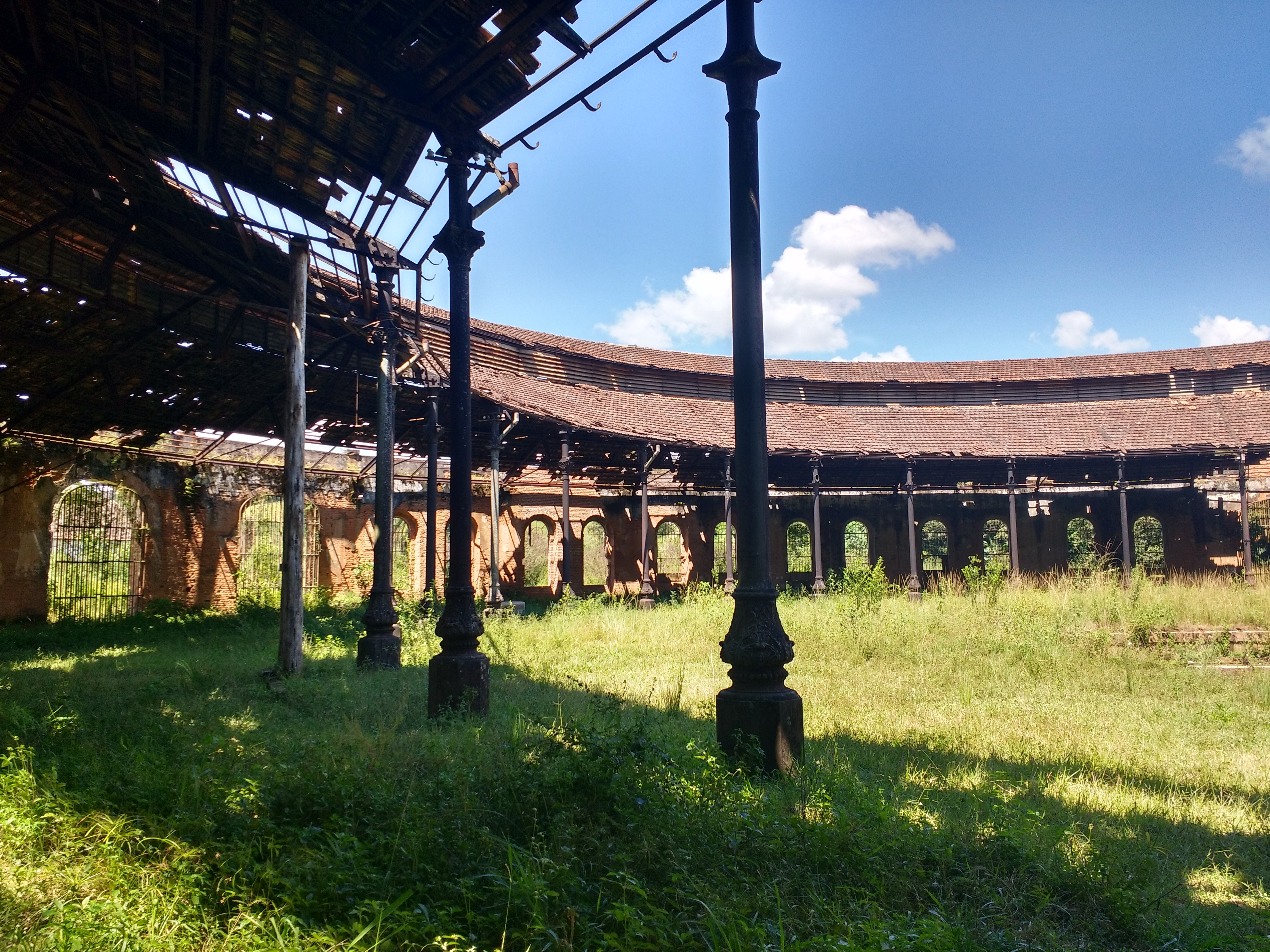
